# Portus Cale

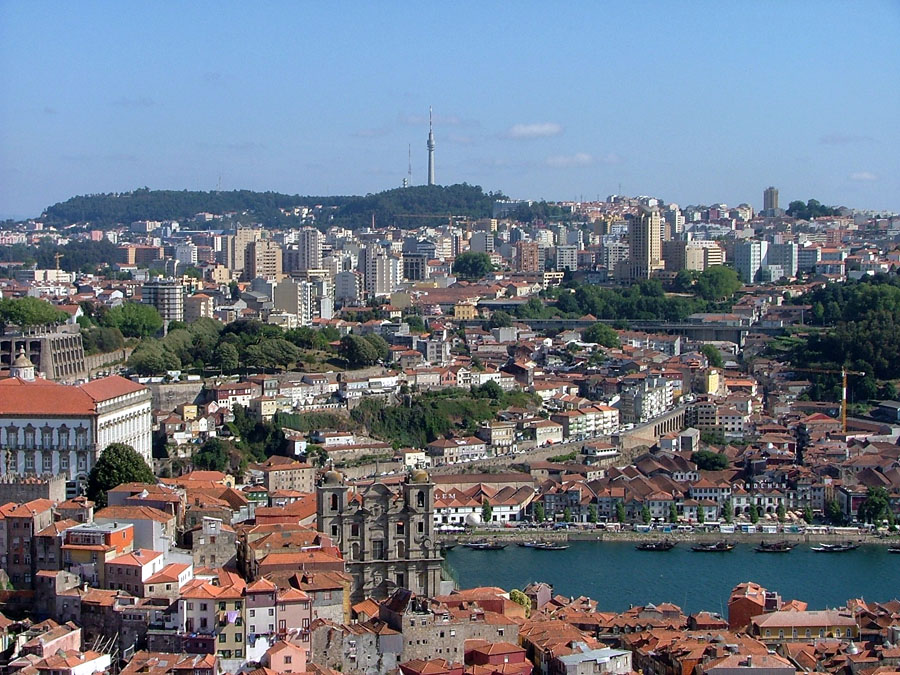
Le vieux Porto et Vila Nova de Gaia de l'autre côté du fleuve Douro, vus de la Torre dos Clérigos, en juillet 2005.

Portus Cale est une ancienne ville et un port située au nord du Portugal, dans la région de Grand Porto. Il s'avère que le nom de la ville est à l’origine du nom du Portugal.

## Antiquité
Cale était une ancienne colonie située à l'embouchure du Douro, qui se jette dans l’océan Atlantique au nord de l'actuel Portugal. 
L'explication principale de ce nom est qu'il s'agit d'un ethnonyme dérivé de la culture Castro, également appelée Callaeci, Gallaeci ou Gallaecia, du nom du peuple qui occupait le nord-ouest de la péninsule ibérique.[réf. nécessaire] Les noms Callaici serait à l'origine de l'élément -Cale, aujourd'hui Gaia[réf. nécessaire]. La signification de l'élément Cale est probablement une dérivation d’un mot celtique[Information douteuse] signifiant « port » qui confirmerait de très anciens liens avec des langues celtiques pré-romaines. En réalité, ce mot qui n'est attesté ni en gaulois, ni en brittonique, passe généralement pour un emprunt du gaélique irlandais au latin tardif calatum, d'où l’irlandais caladh et cala. On compare l'italien calata / cala, le français cale au sens d’« abri, petit port », lui-même de l'occitan cala de même sens. Ils seraient issus de la racine pré-indo-européenne *kal / *cala (voir calanque, chalet et peut-être Galice, voir ce nom).  
Les chroniqueurs et historiographes du passé comme l’historien médiéval écossais Hector Boece pensait que le nom du Portugal est dérivé de Porto Gatelli, le nom que Goídel Glas a donné à Braga quand il s'y est installé, tandis que d’autres historiens soutenaient l’idée que ce dernier a été décliné pour donner le nom de  Porto,. Ces anciennes théories sont réfutées aujourd'hui.

## Conquête romaine
Le général romain Decimus Junius Brutus Callaicus conquit la région et fonda la ville romaine Portus Cale vers 136 avant J-C. 
À la fin des campagnes de Brutus, Rome contrôle le territoire situé entre les fleuves Douro et Minho, ainsi que des extensions probables le long de la côte et vers l’intérieur des terres. Cependant, ce n'est que sous Auguste, à la fin du Ier siècle av. J.-C., que le nord du Portugal et la Galicie actuels sont complètement pacifiés et sous contrôle romain. Pendant l'occupation romaine, la ville s'est développée comme un important port commercial, principalement dans le commerce entre Olisipo (devenu Lisbonne) et Bracara Augusta (devenu Braga). 
Avec le déclin de l’empire romain, ces régions tombent, entre 410 et 584, sous la domination des Suèves. Ces envahisseurs germaniques s'établissent principalement dans les régions de Bracara Augusta, Portus Cale, Lucus Augusti et Asturica Augusta. Bracara Augusta, capitale de la région romaine Gallaecia, devient la capitale des Suèves. Le commerce décline avec le changement d’occupant, entrainant également celui de Portus Cale. 
Un autre peuple germanique, les Wisigoths, envahit également la péninsule ibérique et finit par supplanter les Suèves en 584. La région autour de Cale est connue sous le nom de Portucale sous l’ère des Wisigoths. En 711, Portus Cale tombe aux mains des Maures lorsque ceux-ci envahissent la péninsule ibérique. 
En 868, Vímara Peres, chef de guerre chrétien de Gallaecia et vassal du roi Alphonse III des Asturies, est envoyé en mission pour reconquérir et protéger des Maures la région s’étendant entre les fleuves Minho et Douro, dont la ville de Portus Cale. Il y fonde le premier comté du Portugal (Condado de Portucale en portugais). Portus Cale est par la suite décliné pour donner le nom de Porto, mais aussi la région située autour de Vila Nova de Gaia et, par la suite, le pays tout entier.

## Origine du nom du Portugal
Le nom du Portugal a pour étymologie le nom romain Portus Cale. Ce dernier, quelquefois écrit Portucale, devient Portugale entre le VIIe et le VIIIe siècle, puis est utilisé à partir du IXe siècle pour désigner toute la région comprise entre les fleuves Douro et Minho. Ce dernier est aujourd’hui la frontière entre le Portugal et la Galice, située en Espagne. 

## Cale et l'origine du nom de la Galice
L'origine du nom Galiza (Calecia, Gallaecia) peut être trouvée dans la racine de cale, qui apparaît également dans des mots tels que kallaikoí ou galaicos. De nombreux érudits pensent que le nom Galaicos trouve son origine dans la région qui entoure l’embouchure du Douro. Les Romains utilisèrent alors ce nom pour désigner l’ensemble des membres faisant partie de la culture des castros, installé au nord-ouest de la péninsule ibérique, dans la région de Gallaecia. 

## Termes connexes
Certaines langues du sud-est indo-européen nomment l’orange selon des déclinaisons du nom du Portugal, qui était autrefois le principal exportateur d’oranges douces. Ainsi, ce fruit est appelé portokal [портокал] en bulgare et macédonien, portokali [πορτοκάλι] en grec, Portocală en roumain ou encore porteghal [پرتقال] en persan. 
Cette logique se retrouve dans différents dialectes italiens ainsi qu'en  napolitain, où une orange se dit portogallo ou purtuallo, ce qui se traduit littéralement "(la) portugaise". 
Cette racine est également reprise dans certaines langues non européennes. Ainsi, le turc portakal, l’arabe al-burtuqal [البرتقال], le géorgien phortokhali [ფორთოხალი] ou encore l’amharique birtukan ont pour origine étymologique Portus Cale. 
En 2013, l’entrepreneur portugais Rui Alegre nomme sa compagnie de croisières Portuscale Cruises, en référence à la ville et à son passé maritime.